# Sergei Schamba
Sergei Schamba (abchasisch Сергеи Мирон-иҧа Шамба/Sergei Miron-ipa Schamba, russisch Сергей Миронович Шамба/Sergei Mironowitsch Schamba; * 15. März 1951 in Gudauta, Abchasische ASSR, Sowjetunion) ist ein abchasischer Politiker und ehemaliger Premierminister der international nur von wenigen Staaten anerkannten Republik Abchasien.
Sergei Schamba studierte zu sowjetischen Zeiten an der Historischen Fakultät der Tifliser Pädagogischen Universität. In den letzten Jahren vor dem Zusammenbruch der Sowjetunion war er in der stärker werdenden abchasischen Nationalbewegung aktiv. Bis Februar 1992 führte er als Vorsitzender die ethnopolitische Organisation „Aidgylara“. Während der kriegerischen Auseinandersetzungen zwischen den abchasischen Separatisten und der Zentralregierung in Tiflis in den Jahren 1992 und 1993 war Schamba stellvertretender Verteidigungsminister der Republik Abchasien, die sich im Juli 1992 für unabhängig erklärt hatte. 1997 wurde er zum Außenminister ernannt. Zugleich promovierte er bis 1998 am Archäologischen Institut in Jerewan zum Thema Die politische, sozial-wirtschaftliche und kulturelle Situation des antiken und mittelalterlichen Abchasien anhand von Erkenntnissen der Archäologie und Numismatik. Schamba war zu dieser Zeit Co-Vorsitzender der Partei Amzachara. Im Juni 2004 legte er sein Amt aus Protest gegen die Ermordung von Garri Aiba, dem zweiten Parteivorsitzenden nieder und bewarb sich bei der Präsidentschaftswahl 2004 um das Amt des Staatsoberhaupts. Mit knapp 7 % der Stimmen schied er dabei im ersten Wahlgang aus. Unter dem neu gewählten Präsidenten Sergei Bagapsch wurde Schamba bereits im Dezember desselben Jahres erneut Außenminister. Am 13. Februar 2010 wurde er von Bagapsch zum Premierminister berufen. 
Im August 2011 kandidierte Schambi für den Präsidentenposten und belegte mit 21 Prozent der Stimmen hinter Alexander Ankwab den zweiten Platz.
Sergei Schamba ist verheiratet und hat einen Sohn und eine Tochter.